# Municipio de Cussewago
El municipio de Cussewago (en inglés, Cussewago Township) es un municipio del condado de Crawford, Pensilvania, Estados Unidos. Tiene una población estimada, a mediados de 2023, de 1418 habitantes.

## Geografía
Está ubicado en las coordenadas 41°48′04″N 80°12′46″O / 41.80111, -80.21278 (41.801023, -80.212801).

## Demografía
Según la estimación 2018-2022 de la Oficina del Censo, los ingresos medios de los hogares son de $63,654 y los ingresos medios de las familias son de $71,719. Alrededor del 6.1% de la población está por debajo de la línea de pobreza.